# Sheboygan Red Skins 1949-1950
La stagione 1949-50 degli Sheboygan Red Skins fu l'unica nella NBA per la franchigia.
Gli Sheboygan Red Skins arrivarono quarti nella Western Division con un record di 22-40. Nei play-off persero la semifinale di division con gli Indianapolis Olympians (2-1).

## Roster
| N°   | Naz.                   | Ruolo | Sportivo        | Anno | Alt. | Peso |
| ---- | ---------------------- | ----- | --------------- | ---- | ---- | ---- |
| 3    | Stati Uniti (bandiera) | GA    | Bobby Cook      | 1923 | 178  | 70   |
| 4    | Stati Uniti (bandiera) | AC    | John Chaney     | 1920 | 191  | 84   |
| 4    | Stati Uniti (bandiera) | GA    | Dick Schulz     | 1917 | 188  | 87   |
| 4    | Stati Uniti (bandiera) | G     | Bob Wood        | 1921 | 178  |      |
| 5    | Stati Uniti (bandiera) | G     | Danny Wagner    | 1922 | 183  | 73   |
| 6    | Stati Uniti (bandiera) | GA    | Chips Sobek     | 1920 | 183  | 82   |
| 7    | Stati Uniti (bandiera) | AC    | Bob Brannum     | 1925 | 196  | 98   |
| 8    | Stati Uniti (bandiera) | GA    | Don Grate       | 1923 | 188  | 84   |
| 8    | Stati Uniti (bandiera) | A     | Matt Mazza      | 1923 | 191  | 95   |
| 8    | Stati Uniti (bandiera) | GA    | Stan Patrick    | 1922 | 188  | 84   |
| 9    | Stati Uniti (bandiera) | GA    | Walt Lautenbach | 1922 | 188  | 84   |
| 10-5 | Stati Uniti (bandiera) | G     | Jack Burmaster  | 1926 | 191  | 86   |
| 11   | Stati Uniti (bandiera) | AC    | Max Morris      | 1925 | 188  | 88   |
| 12   | Stati Uniti (bandiera) | A     | Jack Phelan     | 1925 | 196  | 88   |
| 12   | Stati Uniti (bandiera) | GA    | Glen Selbo      | 1926 | 191  | 89   |
| 14   | Stati Uniti (bandiera) | C     | Milt Schoon     | 1922 | 201  | 104  |
| 15   | Stati Uniti (bandiera) | C     | Noble Jorgensen | 1925 | 206  | 103  |

## Staff tecnico
- Allenatore: Ken Suesens